# شاپور (دریگبد)
شاپور (پارسی میانه: Šābuhr) یکی از نجیب‌زادگان ساسانی در سده سوم میلادی در زمان حکومت شاپور یکم و دریگبد (رئیس) دربار بود.

## زندگی

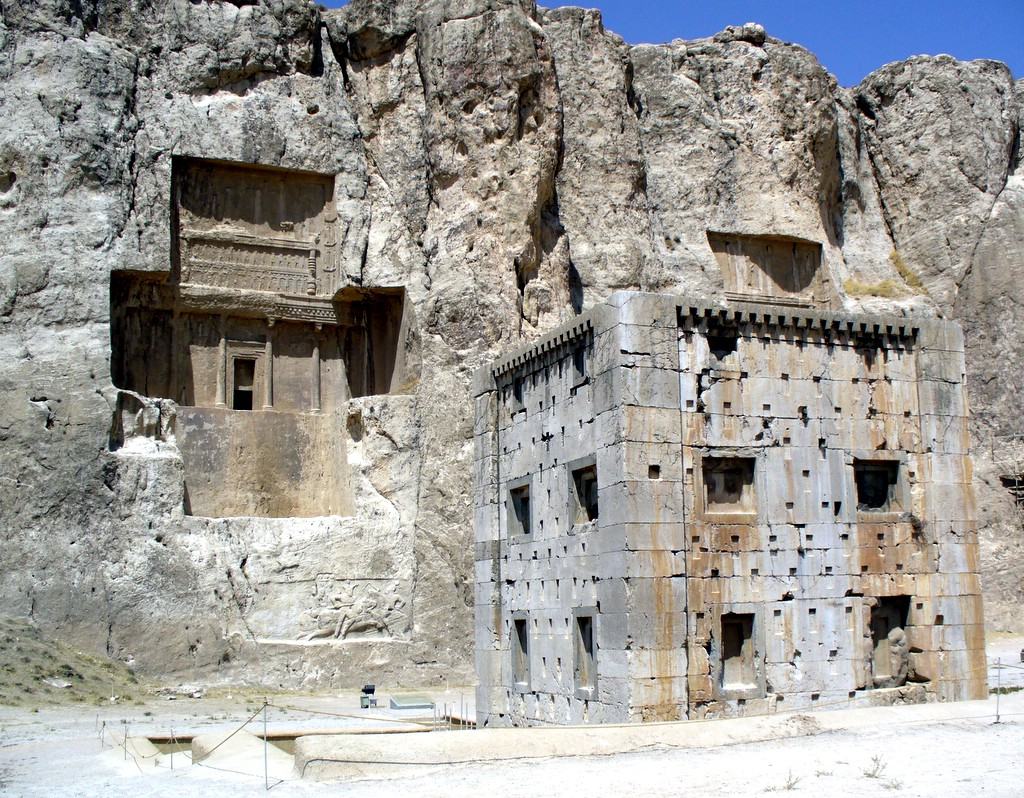
کعبه زرتشت، جایی که سنگ‌نوشته شاپور یکم حک شده‌است

از شاپور در سنگ‌نوشته شاپور یکم بر کعبه زرتشت یاد شده اما دقیقاً مشخص نیست که او واقعاً وجود داشته‌است یا نه. در این سنگ‌نوشته از ابرسام شاپور سخن گفته شده و شاپور می‌تواند پدر آن ابرسام یا بخشی از نام او باشد. در این متن همچنین به مقام دریگبدی اشاره شده‌است، اما با توجه به ساختار کلی متن، تعیین اینکه آیا این ابرسام یا (اگر آن‌ها دو نفر باشند) شاپور بود که این مسئولیت را بر عهده داشت، دشوار است. اگر بتوان استنباط کرد که پدر فرضی او، شاپور، دارای این سِمت بوده‌است، یافتن دلیل حضور نام ابرسام در فهرست بزرگان کشور دشوار است؛ اما اگر چنین باشد این وضعیت احتمالاً با موقعیت پدرش توجیه می‌شود.